# Розрахунковий центр
Розрахунко́вий це́нтр (повна назва «Публічне акціонерне товариство "Розрахунковий центр з обслуговування договорів на фінансових ринках"») — колишній спеціалізований український банк, що займався проведенням грошових розрахунків за правочинами щодо цінних паперів та інших фінансових інструментів, вчинених на фондовій біржі та поза фондовою біржею, якщо проводяться розрахунки за принципом «поставка цінних паперів проти оплати».
Мав статус банку та для забезпечення виконання вимог Закону України «Про депозитарну систему України» отримав банківську ліцензію на право надання банківських послуг, генеральну валютну ліцензію у порядку, визначеному Національним банком України та ліцензію Національної комісії з цінних паперів та фондового ринку на провадження професійної діяльності на фондовому ринку — клірингової діяльності.
Відносився до групи банків з державною часткою. Основний акціонер банку — НБУ (83,5% акцій). Також акціонерами банку, станом на 01.01.2020 є інші державні установи —  Кабінет міністрів України, Міністерство фінансів України, а також ряд міноритарних акціонерів фізичних осіб, серед яких найбільшою часткою акцій банку володіє підприємець Рінат Ахметов.
З 12 вересня 2013 року Розрахунковий центр був учасником Фонду гарантування вкладів фізичних осіб (свідоцтво № 224).

## Історія
6 липня 2012 року Верховною Радою України був прийнятий Закон України «Про депозитарну систему України». Законом передбачено створення та існування нового інфраструктурного елементу фінансового ринку України – Розрахункового центру з обслуговування договорів на фінансових ринках.
8 листопада 2012 року Рада Національного банку України ухвалила рішення рекомендувати Правлінню НБУ з метою ефективного сприяння розвитку фондового ринку та забезпечення стабільного здійснення розрахунків за фінансовими інструментами ініціювати створення Розрахункового центру відповідно до Закону України «Про депозитарну систему України» на базі Всеукраїнського депозитарію цінних паперів (ВДЦП).
16 листопада 2012 року Правління НБУ ухвалило рішення ініціювати проведення загальних зборів акціонерів ВДЦП, на яких розглянути питання створення Розрахункового центру на базі ВДЦП.
25 грудня 2012 року акціонери ВДЦП підтримали пропозицію Національного банку України щодо створення Розрахункового центру з обслуговування договорів на фінансових ринках на базі ВДЦП. Також НБУ запропонував акціонерам розглянути можливість продажу акцій ВДЦП. Відповідні заявки щодо продажу акцій приймалися НБУ до 31 січня 2013 року.
Відповідно до поданих від акціонерів ВДЦП заявок на продаж акцій, укладені договори з купівлі-продажу цінних паперів на загальну кількість цінних паперів, яка повною мірою забезпечує виконання Національним банком України норм Закону України «Про депозитарну систему України» і дозволяє приймати рішення про перетворення ВДЦП у Розрахунковий центр з обслуговування договорів на фінансових ринках.
28 березня 2013 року акціонери ВДЦП ухвалили рішення про зміну типу та назви товариства —  з приватного акціонерного товариства «Всеукраїнський депозитарій цінних паперів» на публічне акціонерне товариство «Розрахунковий центр з обслуговування договорів на фінансових ринках».
3 лютого 2021 року акціонери банку ухвалили припинення банківської діяльності без закриття юридичної особи. 30 червня 2021 року банк завершив здійснення банківської діяльності.

## Діяльність
Банк має з 12 жовтня 2013 року безстрокову ліцензію Національної комісії з цінних паперів та фондового ринку на здійснення клірингової діяльності. Даний напрямок є одним з ключових послуг, що надаються Розрахунковим центром.
Крім того, виключною компетенцією Розрахункового центру є проведення грошових розрахунків за угодами з цінними паперами та іншими фінансовими інструментами, вчинених на фондовій біржі та поза фондовою біржею, якщо проводяться розрахунки за принципом «поставка цінних паперів проти оплати».
Розрахунковий центр надає такі клірингові послуги:
- відкриття клірингових рахунків і субрахунків
- облік прав і зобов'язань учасників клірингу, їх клієнтів та контрагентів за договорами щодо цінних паперів
- визначення взаємних зобов'язань, які підлягають виконанню за договорами по цінних паперах (неттинг) через Центрального контрагента
- управління рахунками в цінних паперах учасників клірингу в Центральному депозитарії і депозитарії НБУ для забезпечення розрахунків за принципом «поставка цінних паперів проти оплати»[7].

До моменту відкликання банківської ліцензії, «Розрахунковий центр» надавав такі банківські послуги:
- відкриття поточних рахунків
- відкриття кореспондентських рахунків
- відкриття рахунків для здійснення розрахунків
- підключення і обслуговування в системі інтернет-банкінг
- виплата доходів за цінними паперами.

## Трансформація в небанківську фінансову установу
У 2020 році Верховною Радою було внесено зміни до Закону «Про цінні папери та фондовий ринок», який був затверджений у новій редакції та отримав нову назву —  Закон «Про ринки капіталу та організовані товарні ринки». Він вносить кардинальні зміни в усі види діяльності на ринках капіталу та функціонування учасників цих ринків, спрямовані на їх приведення до сучасних світових стандартів. Зокрема, Законом передбачені нові правила здійснення клірингової діяльності, яку відтепер відокремлено від банківської діяльності, починаючи з дати набрання чинності Законом — з 1 липня 2021 року.
Таким чином, у 2021 році планується перетворення Розрахункового центру в небанківську фінансову установу.
Наразі ведеться активна робота з вдосконалення внутрішньої інфраструктури Розрахункового центру, приведення його діяльності у відповідність до вимог нового законодавства і світових стандартів та перетворення у сучасну клірингову установу. Курс на зміни був узятий ще наприкінці 2019 року, коли була розроблена Стратегія діяльності (розвитку) Публічного акціонерного товариства «Розрахунковий центр з обслуговування договорів на фінансових ринках» на 2020-2022 роки та затверджена Наглядовою радою у січні 2020 року, яка передбачає перетворення Розрахункового центру у сучасну технологічну небанківську клірингову установу та яка визначає його стратегічні цілі та шляхи їх досягнення. Планом трансформації передбачалося проведення у лютому 2021 року Загальних зборів акціонерів з питання припинення Розрахунковим центром здійснення банківської діяльності вже з 1 липня 2021 року, щоб без жодних затримок продовжити функціонування кліринговою установою та центрального контрагента, але у статусі небанківської фінансової установи.
Відповідно до затвердженого плану, 11 серпня 2021 року Національним банком України було відкликано банківську ліцензію в установи, оскільки 30 червня 2021 року «Розрахунковий центр» завершив здійснення банківської діяльності та подав відповідну заяву.